# Kvalifikation til EM i fodbold for kvinder 2022 - gruppe B
Gruppe B ved UEFA Kvalifikation til EM i fodbold for kvinder 2022 består af seks hold: Italien, Denmark, Bosnien og Herzegovina, Israel, Malta og Georgien. Kompositionen af de ni grupper ved det kvalificerende gruppespil blev afgjort ved lodtrækningen, der blev afholdt den 21. februar 2019, 13:30 CET (UTC+1), i UEFA hovedkvarteret i Nyon, Schweiz med holdene seedet i følge deres koefficient rankning.
Den 17. marts 2020 blev alle kampe sat på pause på grund af Coronaviruspandemien.

## Stillingen
| Pos | Hold                | K  | V | U | T  | M+ | M- | MF  | P  | Kvalifikation                                             |     |     |     |     |     |      |      |
| --- | ------------------- | -- | - | - | -- | -- | -- | --- | -- | --------------------------------------------------------- | --- | --- | --- | --- | --- | ---- | ---- |
| 1   | Danmark             | 10 | 9 | 1 | 0  | 48 | 1  | +47 | 28 | Slutrunden                                                |     | —   | 0–0 | 2–0 | 8–0 | 4–0  | 14–0 |
| 2   | Italien             | 10 | 8 | 1 | 1  | 37 | 5  | +32 | 25 | Slutrunden hvis blandt tre bedste toere (ellers playoffs) |     | 1–3 | —   | 2–0 | 5–0 | 12–0 | 6–0  |
| 3   | Bosnien-Hercegovina | 10 | 6 | 0 | 4  | 19 | 17 | +2  | 18 |                                                           |     | 0–4 | 0–5 | —   | 2–0 | 1–0  | 7–1  |
| 4   | Malta               | 10 | 3 | 1 | 6  | 11 | 30 | −19 | 10 |                                                           | 0–8 | 0–2 | 2–3 | —   | 1–1 | 2–1  |      |
| 5   | Israel              | 10 | 2 | 1 | 7  | 10 | 30 | −20 | 7  |                                                           | 0–3 | 2–3 | 1–3 | 0–2 | —   | 4–0  |      |
| 6   | Georgien            | 10 | 0 | 0 | 10 | 3  | 45 | −42 | 0  |                                                           | 0–2 | 0–1 | 0–3 | 0–4 | 1–2 | —    |      |

## Kampe
Tidspunkter er CET/CEST, som angivet af UEFA (lokaltid, hvis forskellig, står i parentheser).
| 29. august 2019 17:30 (18:30 IDT) |

| Israel                  | 2–3     | Italien                                        |
| ----------------------- | ------- | ---------------------------------------------- |
| - Goor 32' - Awad 90+1' | Rapport | - Girelli 45+2' - Bartoli 64' - Giacinti 71' · |

| Ramat Gan Stadium, Ramat Gan Tilskuere: 1.430 Dommer: Volha Tsiareshka (Hviderusland) |

| 29. august 2019 18:00 |

| Danmark                                                                                          | 8–0     | Malta |
| ------------------------------------------------------------------------------------------------ | ------- | ----- |
| - Troelsgaard 5', 45+2' - Harder 19' - Sevecke 28' - Larsen 58', 90+2' - Gejl 75' - Sørensen 86' | Rapport |       |

| Viborg Stadion, Viborg Tilskuere: 3.890 Dommer: Angelika Söder (Tyskland) |

| 30. august 2019 17:00 |

| Bosnien-Hercegovina                                                                                              | 7–1     | Georgien          |
| --- | ------- | ----------------- |
| - Spasojević 5' - Hasanbegović 10' - Nikolić 13', 51' (str.) - Hadžić 23' - Aleksić 43' (str.) - Krajšumović 80' | Rapport | - Cheminava 90' · |

| Bosnia and Herzegovina FA Training Centre, Zenica Tilskuere: 150 Dommer: Katarzyna Lisiecka-Sęk (Polen) |

| 3. september 2019 14:15 (16:15 GET) |

| Georgien | 0–1     | Italien         |
| -------- | ------- | --------------- |
|          | Rapport | - Girelli 24' · |

| Mikheil Meskhi Stadium, Tbilisi Tilskuere: 150 Dommer: Vivian Peeters (Holland) |

| 3. september 2019 17:00 |

| Bosnien-Hercegovina | 2–0     | Malta |
| ------------------- | ------- | ----- |
| - Nikolić 72', 80'  | Rapport |       |

| Koševo City Stadium, Sarajevo Tilskuere: 96 Dommer: Cansu Tiryaki (Tyrkiet) |

| 3. september 2019 18:00 (19:00 IDT) |

| Israel | 0–3     | Danmark                                        |
| ------ | ------- | ---------------------------------------------- |
|        | Rapport | - Barkai 13' (s.m.) - Nadim 80' - Harder 84' · |

| Ramat Gan Stadium, Ramat Gan Tilskuere: 1.070 Dommer: Sandra Strub (Switzerland) |

| 4. oktober 2019 17:00 |

| Danmark                              | 2–0     | Bosnien-Hercegovina |
| ------------------------------------ | ------- | ------------------- |
| - St. Pedersen 13' - Troelsgaard 68' | Rapport |                     |

| Viborg Stadion, Viborg Tilskuere: 4.552 Dommer: Monika Mularczyk (Polen) |

| 4. oktober 2019 17:30 |

| Malta | 0–2     | Italien                                |
| ----- | ------- | -------------------------------------- |
|       | Rapport | - Bartoli 69' - Girelli 90+2' (str.) · |

| Centenary Stadium, Ta' Qali Tilskuere: 764 Dommer: Ivana Projkovska (Nordmakedonien) |

| 8. oktober 2019 17:30 |

| Italien                      | 2–0     | Bosnien-Hercegovina |
| ---------------------------- | ------- | ------------------- |
| - Girelli 3' - Giugliano 28' | Rapport |                     |

| Stadio Renzo Barbera, Palermo Tilskuere: 5.100 Dommer: Hristiyana Guteva (Bulgarien) |

| 8. oktober 2019 18:00 (20:00 GET) |

| Georgien | 0–2     | Danmark                     |
| -------- | ------- | --------------------------- |
|          | Rapport | - Gejl 14' - Sørensen 58' · |

| Mikheil Meskhi Stadion-2, Tbilisi Tilskuere: 287 Dommer: Reelika Turi (Estonien) |

| 7. november 2019 17:00 |

| Malta          | 1–1     | Israel       |
| -------------- | ------- | ------------ |
| - Farrugia 37' | Rapport | - Beck 63' · |

| Centenary Stadium, Ta' Qali Tilskuere: 317 Dommer: Aleksandra Česen (Slovenien) |

| 8. november 2019 17:30 |

| Italien                                                                     | 6–0     | Georgien |
| --------------------------------------------------------------------------- | ------- | -------- |
| - Linari 10' - Guagni 25' - Girelli 27' - Sabatino 32', 45+1' - Rosucci 52' | Rapport |          |

| Stadio Ciro Vigorito, Benevento Tilskuere: 3.973 Dommer: Iuliana Demetrescu (Rumænien) |

| 12. november 2019 14:15 |

| Italien                                                          | 5–0     | Malta |
| ---------------------------------------------------------------- | ------- | ----- |
| - Cernoia 27', 37' - Sabatino 42' - Giugliano 45' - Greggi 90+3' | Rapport |       |

| Stadio Teofilo Patini, Castel di Sangro Tilskuere: 2.955 Dommer: Eleni Antoniou (Grækenland) |

| 12. november 2019 17:00 (18:00 IST) |

| Israel      | 1–3     | Bosnien-Hercegovina                                |
| ----------- | ------- | -------------------------------------------------- |
| - Efraim 3' | Rapport | - Krajšumović 28' - Spasojević 37' - Aleksić 80' · |

| Sammy Ofer Stadion, Haifa Tilskuere: 892 Dommer: Marta Frias Acedo (Spanien) |

| 12. november 2019 18:00 |

| Danmark | 14–0    | Georgien |
| --- | ------- | -------- |
| - Nadim 4', 26', 36' - Larsen 16', 19', 53' - Sørensen 27', 39' - Svava 28' - Harder 34', 45', 73' - Christiansen 82' - Madsen 90+1' | Rapport |          |

| Viborg Stadion, Viborg Tilskuere: 3,085 Dommer: Silvia Domingos (Portugal) |

| 5. marts 2020 14:30 |

| Bosnien-Hercegovina | 1–0     | Israel |
| ------------------- | ------- | ------ |
| - Nikolić 64'       | Rapport |        |

| Bosnia and Herzegovina FA Training Centre, Zenica Dommer: Kateryna Usova (Ukraine) |

| 5. marts 2020 18:30 |

| Malta                        | 2–1     | Georgien         |
| ---------------------------- | ------- | ---------------- |
| - Cuschieri 17' - Bugeja 46' | Rapport | - Tchkonia 76' · |

| Centenary Stadium, Ta' Qali Dommer: Araksya Saribekyan (Armenien) |

| 10. marts 2020 18:00 (19:00 IST) |

| Israel                                                                   | 4–0     | Georgien |
| ------------------------------------------------------------------------ | ------- | -------- |
| - Elinav 13' - Falkon 62' (str.) - Awad 80' (str.) - Sutidze 90+1' (sm.) | Rapport |          |

| Haberfeld Stadion, Rishon LeZion Dommer: Michalina Diakow (Polen) |

| 10. marts 2020 18:30 |

| Malta                           | 2–3     | Bosnien-Hercegovina           |
| ------------------------------- | ------- | ----------------------------- |
| - E. Xuereb 79' - B. Borg 90+5' | Rapport | - Krajšumović 10', 26', 54' · |

| Centenary Stadium, Ta' Qali Dommer: Neslihan Muratdağı (Tyrkiet) |

| 17. september 2020 16:00 |

| Bosnien-Hercegovina | 0–4     | Danmark                                                                           |
| ------------------- | ------- | --------------------------------------------------------------------------------- |
|                     | Rapport | - Nadim 37' (str.) - Troelsgaard Nielsen 43' - Sevecke 45+3' - Christiansen 90' · |

| Bosnia and Herzegovina FA Training Centre, Zenica Dommer: Sandra Bastos (Portugal) |

| 22. september 2020 16:00 |

| Bosnien-Hercegovina | 0–5     | Italien                                                          |
| ------------------- | ------- | ---------------------------------------------------------------- |
|                     | Rapport | - Galli 19' - Girelli 40', 56' (str.), 65' (str.) - Linari 88' · |

| Bosnia and Herzegovina FA Training Centre, Zenica Dommer: Silvia Domingos (Portugal) |

| 22. september 2020 18:30 |

| Malta | 0–8     | Danmark                                                                                            |
| ----- | ------- | -------------------------------------------------------------------------------------------------- |
|       | Rapport | - Larsen 6' - Nadim 7', 42' - Troelsgaard 46', 73' - Harder 52' - Junge Pedersen 54' - Bruun 68' · |

| Centenary Stadium, Ta' Qali Dommer: María Dolores Martinez Madrona (Spanien) |

| 21. oktober 2020 18:00 |

| Danmark                                                      | 4–0     | Israel |
| ------------------------------------------------------------ | ------- | ------ |
| - Harder 48', 55' - Kuznetsov 73' (sm.) - Junge Pedersen 81' | Rapport |        |

| Viborg Stadion, Viborg Dommer: Olga Zadinová (Tjekkiet) |

| 27. oktober 2020 13:00 (16:00 GET) |

| Georgien       | 1–2     | Israel                             |
| -------------- | ------- | ---------------------------------- |
| - Bakradze 70' | Rapport | - Hazan 10' - Shtainshnaider 61' · |

| Mikheil Meskhi Stadium, Tbilisi Dommer: Liudmyla Telbukh (Ukraine) |

| 27. oktober 2020 17:30 |

| Italien        | 1–3     | Danmark                             |
| -------------- | ------- | ----------------------------------- |
| - Giacinti 60' | Rapport | - N. Sørensen 6' - Nadim 17', 47' · |

| Stadio Carlo Castellani, Empoli Dommer: Cheryl Foster (Wales) |

| 25. november 2020 12:00 (15:00 GET) |

| Georgien | 0–4     | Malta                                    |
| -------- | ------- | ---------------------------------------- |
|          | Rapport | - S. Zammit 34', 52' - Bugeja 44', 58' · |

| Mikheil Meskhi Stadium, Tbilisi Dommer: Simona Ghisletta (Schweiz) |

| 30. november 2020 15:30 (16:30 IST) |

| Israel | 0–2     | Malta                        |
| ------ | ------- | ---------------------------- |
|        | Rapport | - B. Borg 15' - Bugeja 59' · |

| Ramat Gan Stadium, Ramat Gan Dommer: Ivana Projkovska (Nordmakedonien) |

| 30. november 2020 12:00 (15:00 Georgisk tid) |

| Georgien | 0–3     | Bosnien-Hercegovina                       |
| -------- | ------- | ----------------------------------------- |
|          | Rapport | - Damjanović 22' - Krajšumović 64', 77' · |

| Mikheil Meskhi Stadion, Tbilisi Dommer: Elvira Nurmustafina (Kazakhstan) |

| 1. december 2020 17:15 |

| Danmark | 0–0     | Italien |
| ------- | ------- | ------- |
|         | Rapport |         |

| Viborg Stadion, Viborg Dommer: Riem Hussein (Tyskland) |

| 24. februar 2021 17:30 |

| Italien | 12–0    | Israel |
| --- | ------- | ------ |
| - Giacinti 3', 13' - Bonansea 5', 81' - David 19' (slvm.) - Girelli 30' - Salvai 44' - Rosucci 45+2' (str.) - Sabatino 55' (str.), 70' - Caruso 67' - Giugliano 90+1' | Rapport |        |

| Stadio Artemio Franchi, Firenze Tilskuere: 0 Dommer: Ivana Martinčić (Kroatien) |